# Municipio de Tekal de Venegas
El municipio de Tekal de Venegas es uno de los 106 municipios del estado mexicano de Yucatán. Su cabecera municipal es la localidad homónima de Tekal de Venegas.

## Toponimia
El nombre del municipio, Tekal, significa en lengua maya el encierro, lo encerrado. El vocablo Kal, quiere decir precisamente eso.

## Colindancia
El municipio de Tekal de Venegas está enclavado en la denominada zona henequenera del estado y colinda al norte con Temax y Dzoncauich, al sur con Izamal y con Tunkás, al oriente con  Cenotillo y Tunkás y al occidente con el municipio de Tepakán

## Datos históricos
La región donde está ubicado el municipio perteneció al cacicazgo de Ah Kin Chel antes de la conquista de Yucatán.
- Después de la conquista se estableció el régimen de las encomiendas, entre las que se pueden mencionar la de Diego Briceño en 1576. La de María de Mena y Ontiveros en 1698, con 208 indios a su cargo y la de Diego García Rejón en 1756, con 965 indios.
- 1825: Al independizarse Yucatán el municipio retoma su desarrollo dentro del Partido de la Costa, bajo la jurisdicción de Izamal.
- 1930: Se erige en municipio libre asignándosele una parte del territorio de Temax.
- 1937: Por decreto cambia su nombre a Tekal de Venegas en homenaje a un militar que actuó durante la Guerra de Castas y a quien se atribuye el haber impedido que la población cayera en manos de los rebeldes mayas.

## Economía
El henequén ha sido tradicionalmente el eje de la economía del municipio que durante muchos años se concentró en la agroindustria. Además se cultiva el maíz, el frijol, el tomate, los chiles, las hortalizas.
Se cría también ganado bovino y porcino, al igual que aves de corral.

## Atractivos turísticos
- Arquitectónicos:

En la cabecera municipal existen dos templos de valor arquitectónico y religioso que datan de la época colonial. En uno de ellos se venera a San Román  y en el otro a San Pedro.
- Arqueológicos: De menor trascendencia se han encontrado algunos vestigios de la cultura maya.

- Fiestas populares:

Durante la última semana de enero y hasta el 2 de febrero lleva a cabo la fiesta popular en honor a la Virgen de la Candelaria. Durante la última semana de junio se hace lo propio por San Pedro.
En ambas festividades se organizan gremios, procesiones y vaquerías.